# Calceolaria sonchensis
Calceolaria sonchensis là một loài thực vật có hoa trong họ Calceolariaceae. Loài này được Pennell ex Edwin mô tả khoa học đầu tiên năm 1970.